# Collarín cervical

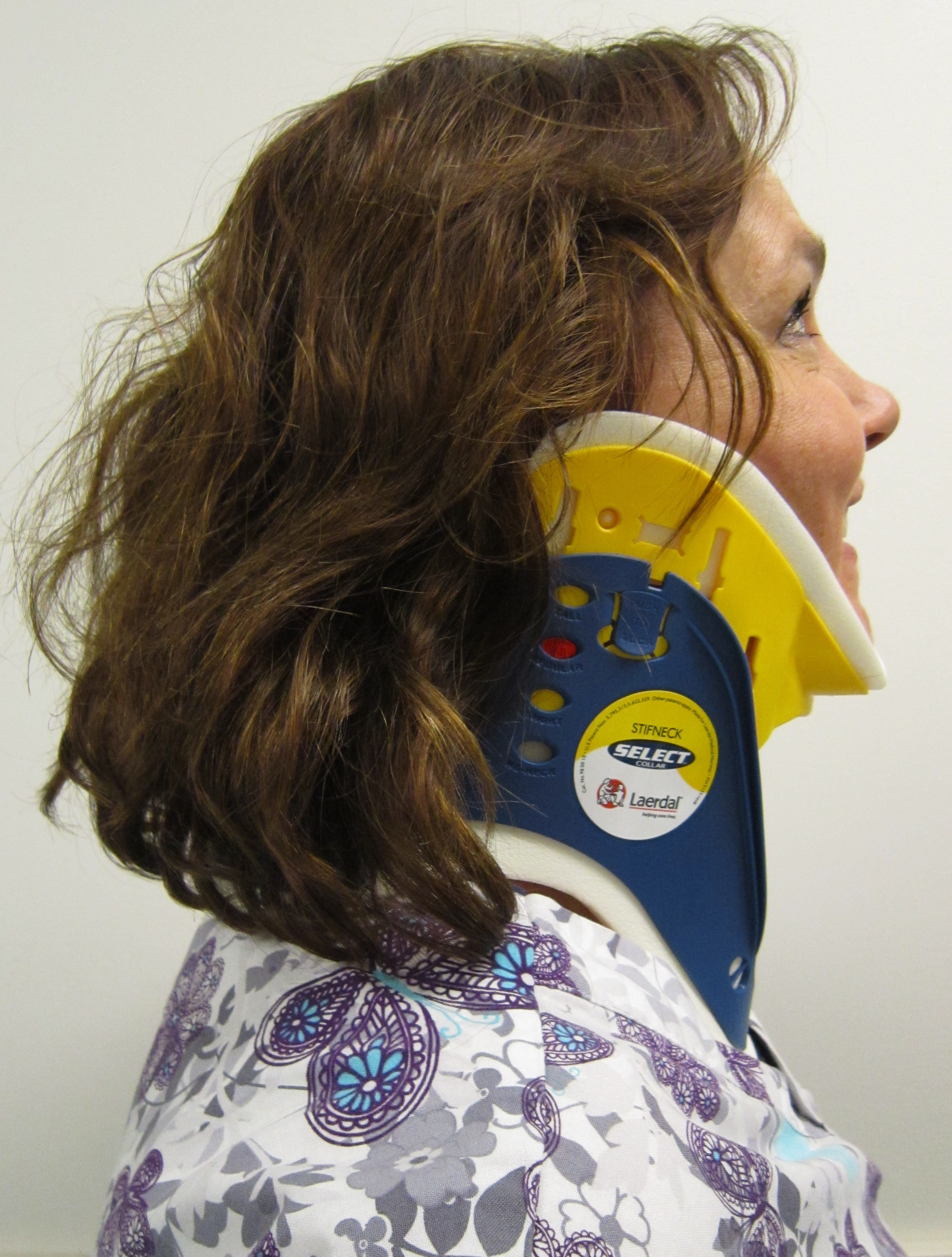
Collarín cervical.

Un collarín cervical o cuello ortopédico es un dispositivo médico que se usa para sostener el cuello de una persona. También lo aplica el personal de emergencia a quienes han sufrido lesiones traumáticas en la cabeza o el cuello, y puede utilizarse para tratar afecciones médicas crónicas. 
Cuando las personas tienen una lesión traumática en la cabeza o el cuello, pueden tener una fractura cervical. Esto hace que corran un alto riesgo de sufrir lesiones en la médula espinal, que podrían agravarse con el movimiento de la persona y podrían provocar parálisis o la muerte. Un escenario común para esta lesión sería una persona sospechosa de tener un latigazo cervical por un accidente de tránsito. Para evitar más lesiones, a estas personas se les puede colocar un collarín por parte de los profesionales médicos hasta que se puedan tomar radiografías para determinar si existe una fractura de la columna cervical. El collarín cervical estabiliza solamente las siete vértebras superiores, de la C1 a la C7. (Se pueden utilizar otros dispositivos de inmovilización, como el dispositivo de extracción Kendrick o una tabla de respaldo para estabilizar el resto de la columna vertebral). 
No se recomienda el uso rutinario de un collarín cervical por parte de un proveedor de primeros auxilios.
Los collares cervicales también se utilizan con fines terapéuticos para ayudar a realinear la médula espinal y aliviar el dolor, aunque por lo general no se usan durante largos períodos de tiempo. Otro uso del collarín cervical es para esguinces, torceduras o latigazos. Si el dolor es persistente, puede ser necesario que el collar permanezca sujeto para ayudar en el proceso de curación. Una persona también puede necesitar un collarín cervical o un dispositivo de fijación del halo para apoyar el cuello durante la recuperación después de una cirugía, como la fusión espinal cervical.

## Tipos

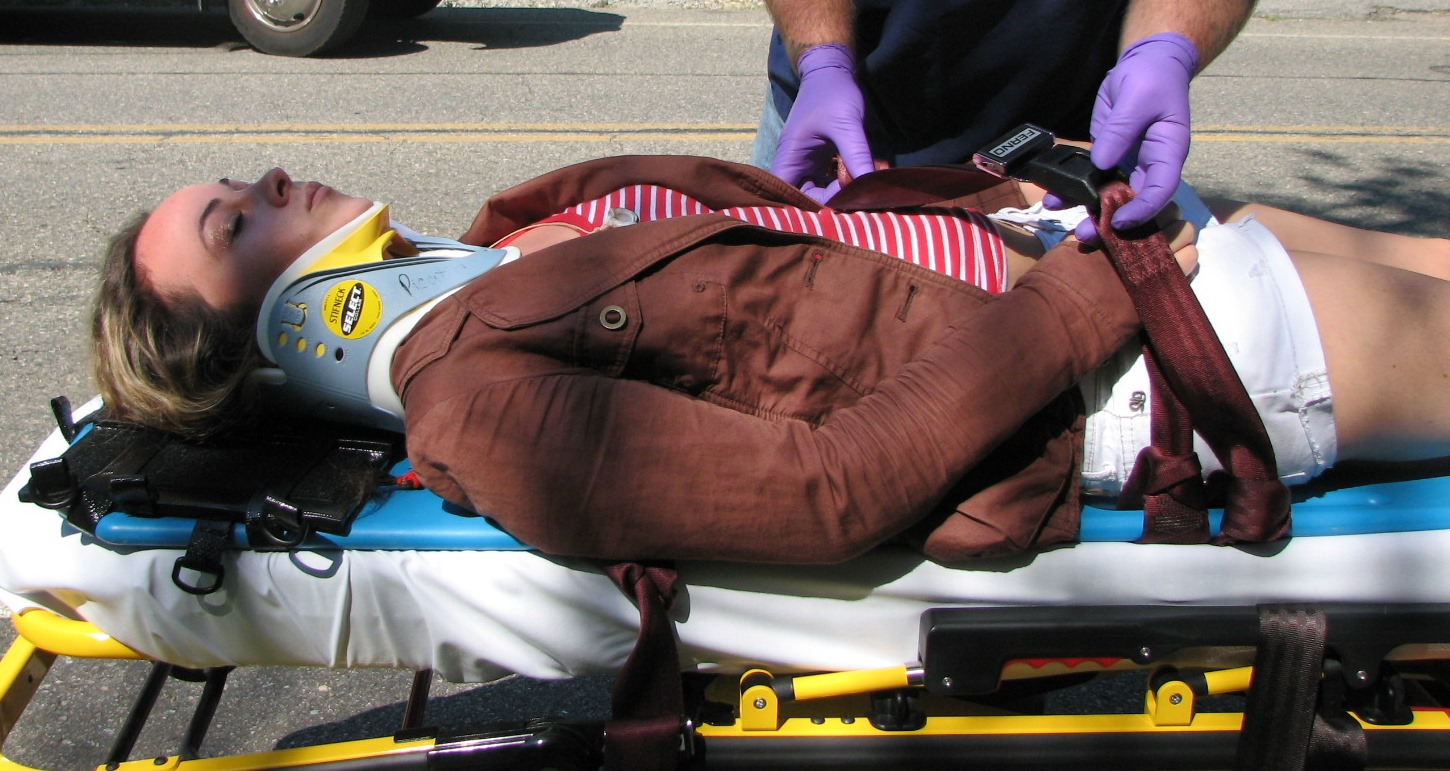
Un collarín cervical colocado en una niña por los servicios de emergencia.

El collar blando es bastante flexible y es el menos limitante, pero puede conllevar un alto riesgo de rotura adicional, especialmente en personas con osteoporosis. Se puede usar para lesiones menores o después de que la curación haya permitido que el cuello sea más estable. 
También se utiliza una gama de collares rígidos  que suelen constar de: a) una cubierta firme de plástico bi-válvula asegurada con correas de velcro y b) forros acolchados desmontables. Los más recetados son los collares de Aspen, Malibú, Miami J y Filadelfia. Todos ellos pueden utilizarse con piezas adicionales de extensión del pecho y la cabeza para aumentar la estabilidad. 
Los collares cervicales se incorporan en soportes rígidos que constriñen la cabeza y el pecho juntos. Ejemplos de ello son el Dispositivo de Inmovilización Mandibular Estero-Occipital (SOMI), el tipo Lerman Minerva y el tipo Yale. Los casos especiales, como los niños muy pequeños o los adultos que no cooperan, a veces se siguen inmovilizando con yesos médicos. 

## Uso a lo largo del tiempo
Como resultado de varios ensayos clínicos aleatorios realizados en el último decenio, los hospitales y el personal de las ambulancias han registrado una importante reducción del número de pacientes que son inmovilizados. Esto se ha debido a complicaciones como el aumento de la presión intracraneal con una lesión cerebral traumática, junto con problemas de acceso para el manejo de las vías respiratorias en los pacientes con obturación. Algunos profesionales médicos incluso han pedido la prohibición de los collares cervicales, afirmando que causan más daño que bien. También hay muy pocas pruebas que demuestren que los collares cervicales realmente marcan la diferencia en la lesión traumática de la columna cervical. 

## Deporte

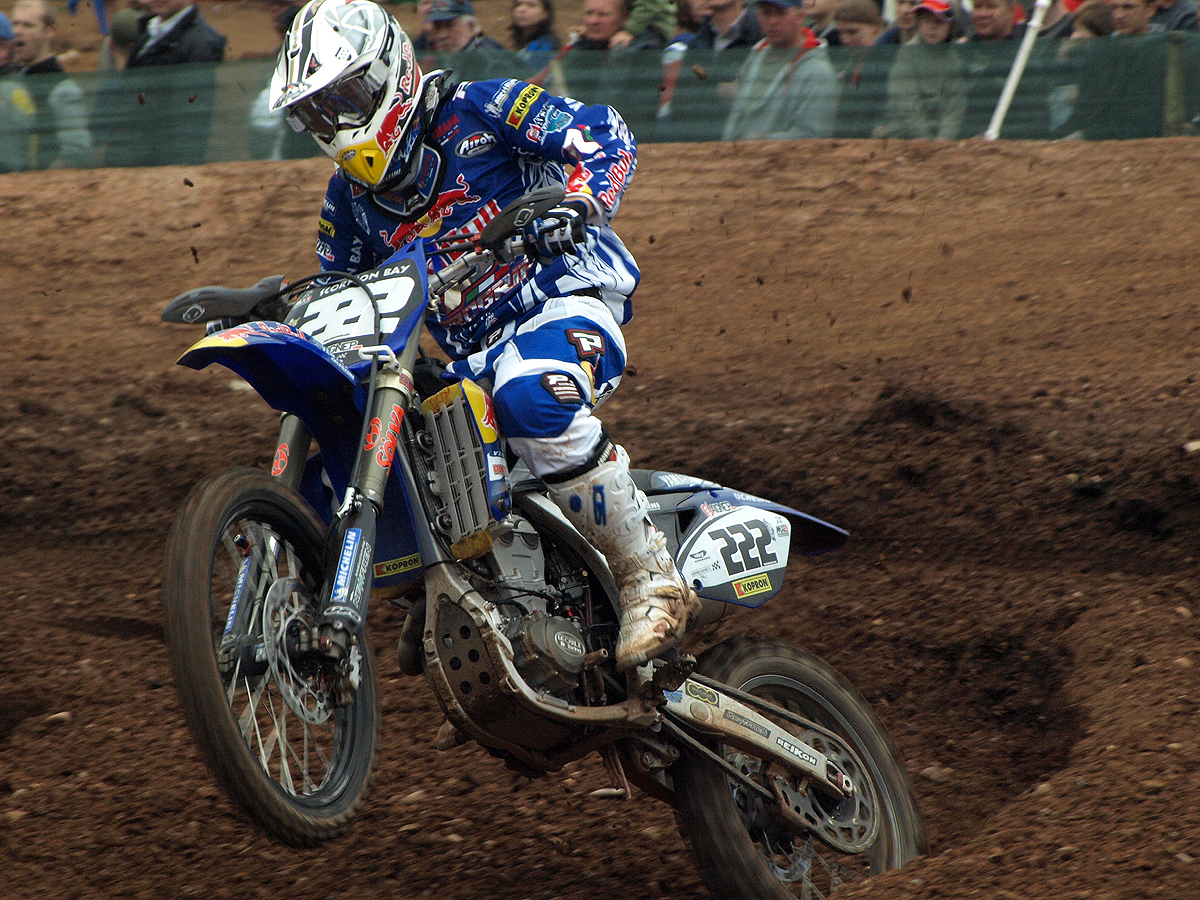
Un piloto de motocross con un collarín deportivo.

En los deportes de motor de alto riesgo como el motocross, las carreras de go-kart y las carreras de lanchas rápidas, los corredores a menudo usan un collarín protector para evitar latigazos y otras lesiones en el cuello. 
Los diseños van desde simples collarines de espuma hasta complejos dispositivos compuestos.

## Imágenes adicionales

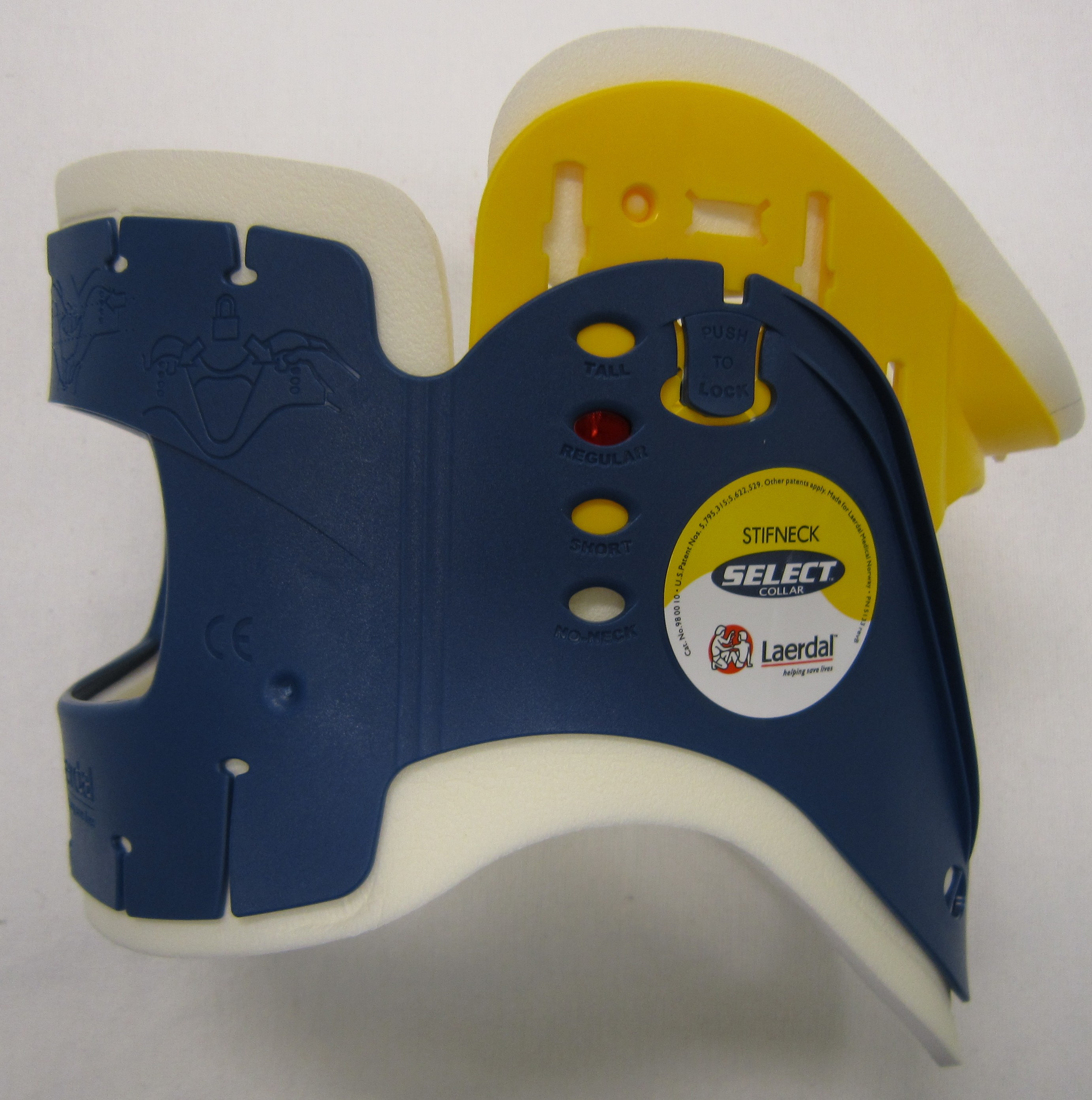
Vista lateral de un collar cervical
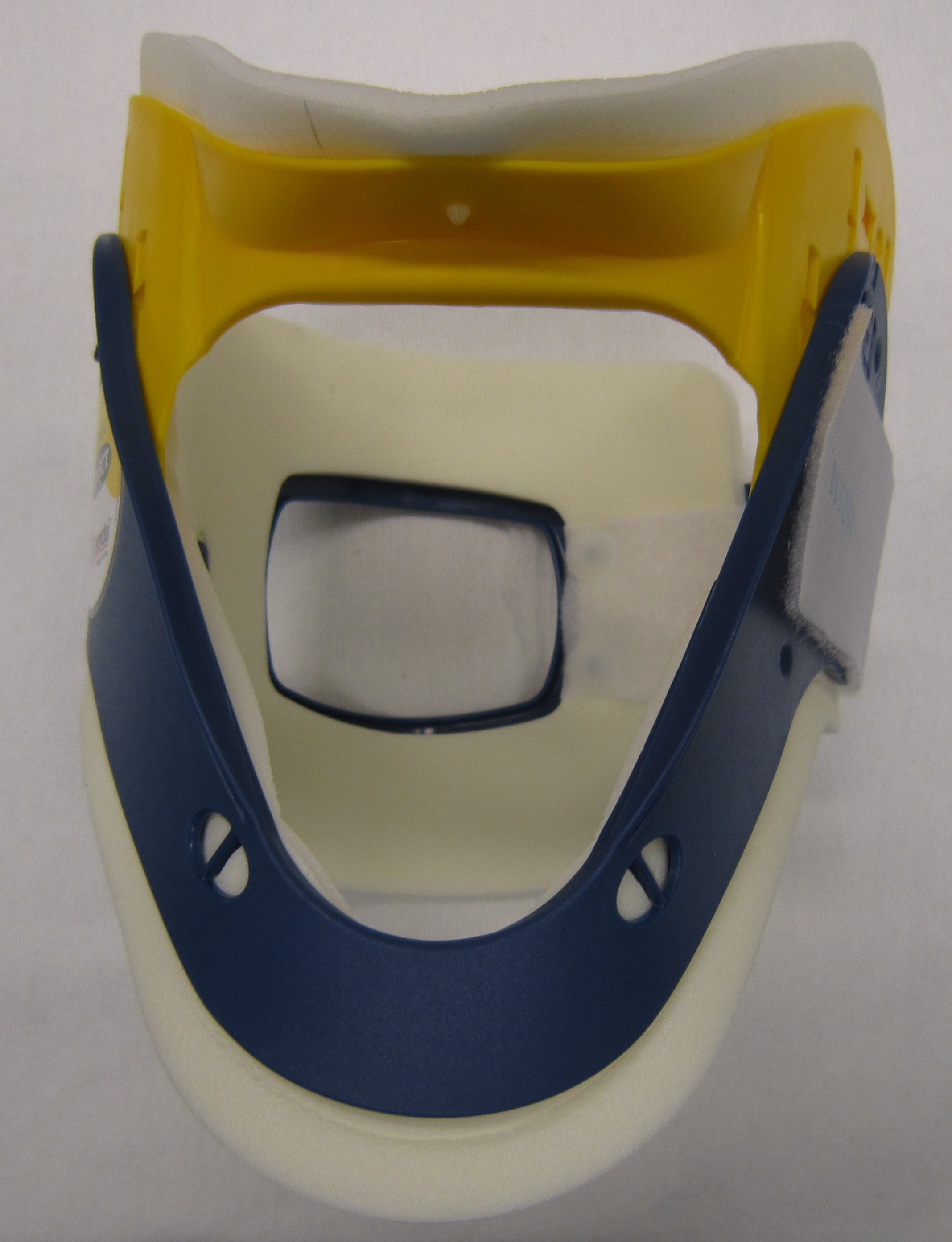
Vista frontal de un collarín cervical. La abertura proporciona acceso anterior al cuello para una cricotirotomía o traqueotomía .
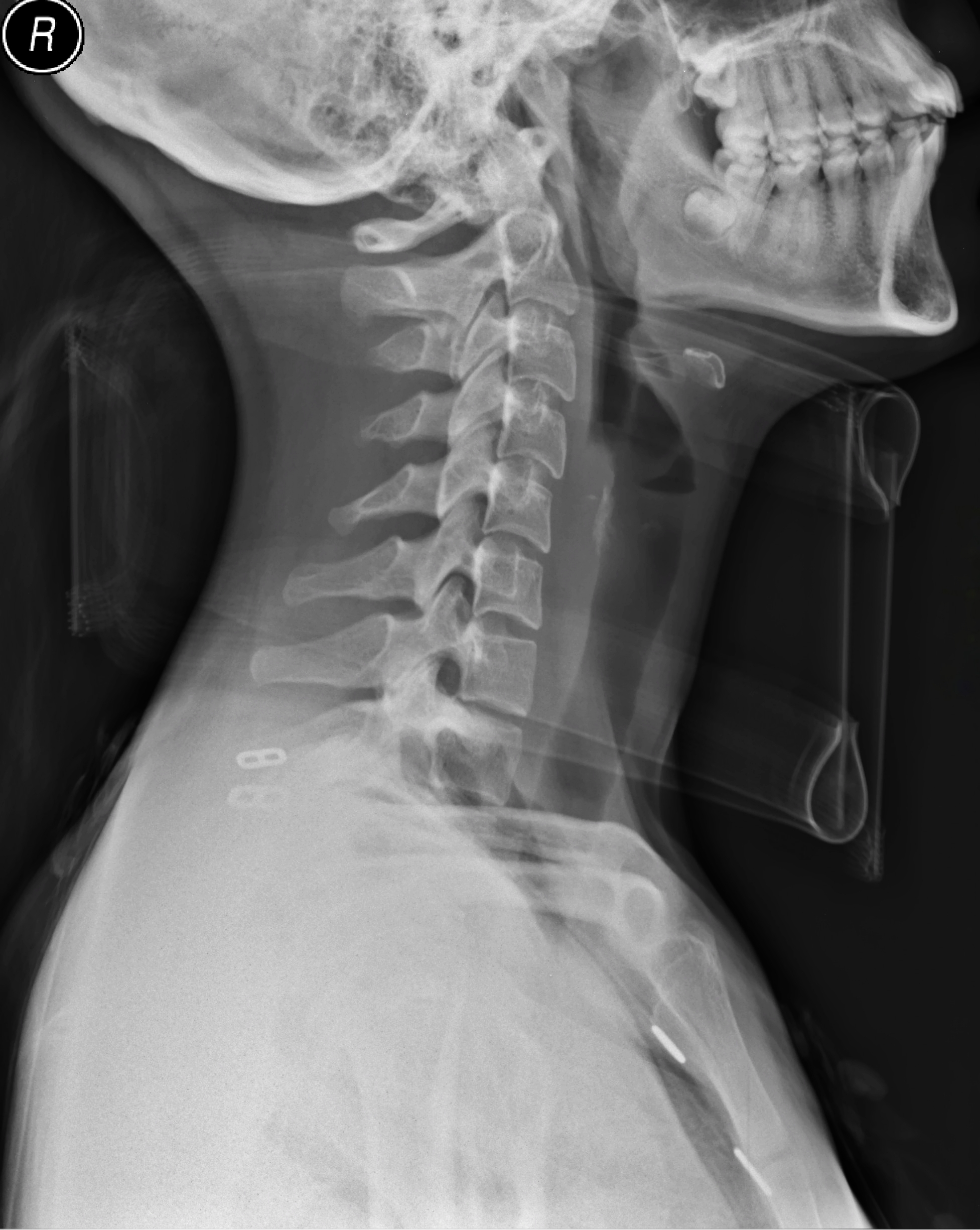
Vista lateral Radiografía del cuello con collarín cervical.
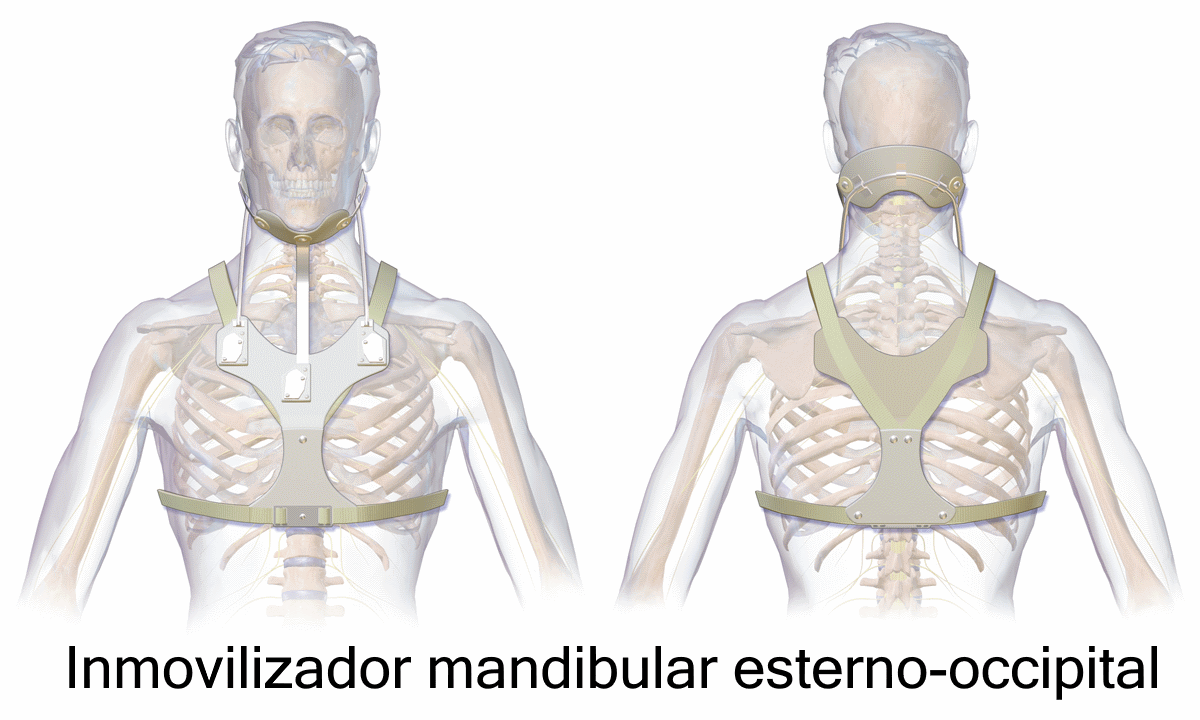
SOMI ortodoncia.
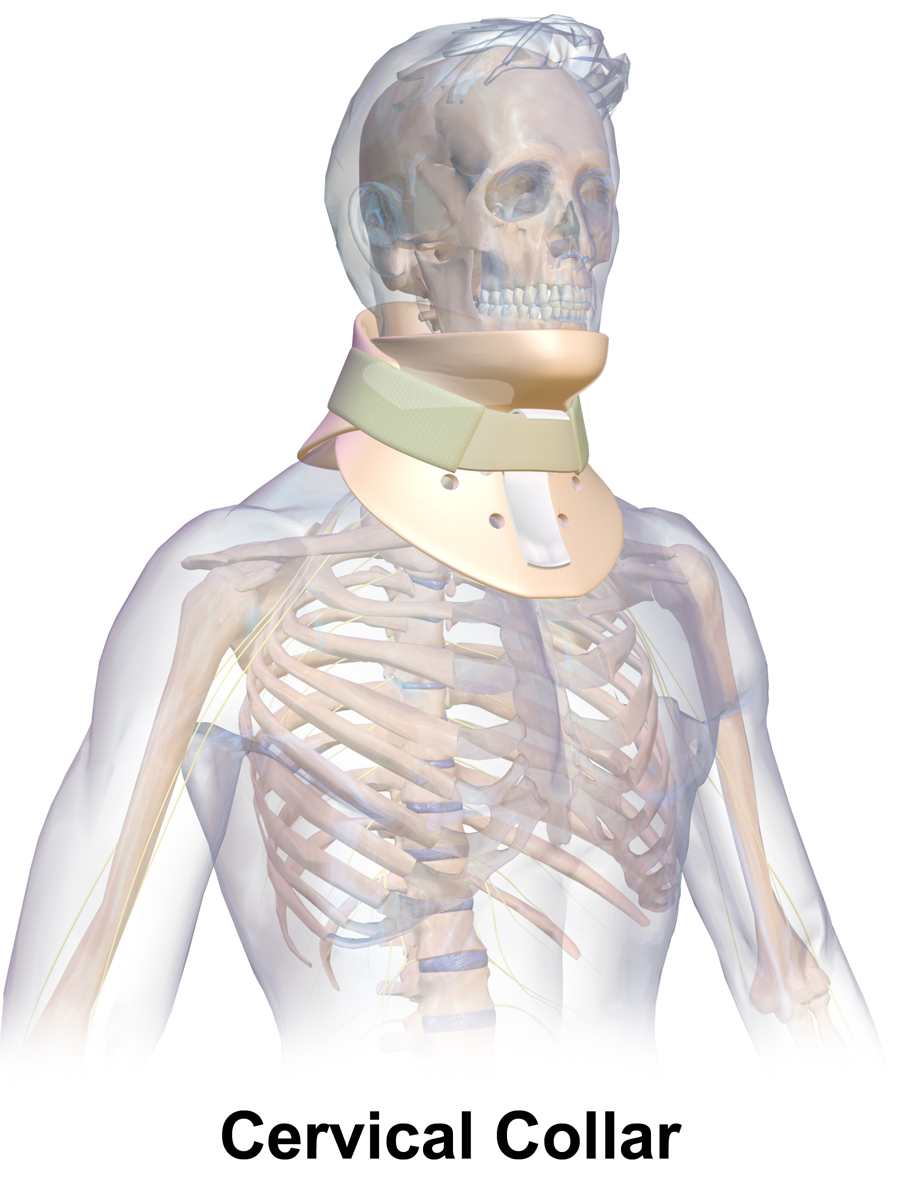
Collar cervical.
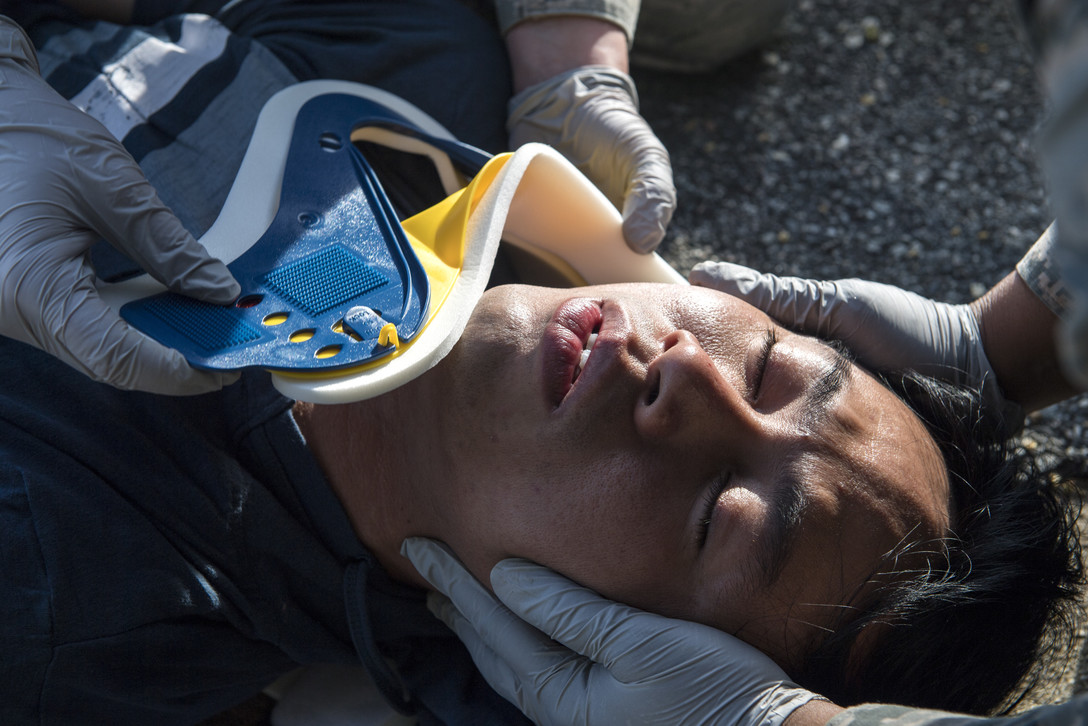
Fijación del collarín al cuello durante una simulación militar, sustituyendo la estabilización manual de la cabeza.